# Оринџвил (Јута)
Оринџвил (енгл. Orangeville) град је у америчкој савезној држави Јута.

## Демографија
По попису из 2010. године број становника је 1.470, што је 72 (5,2%) становника више него 2000. године.
| Група             | 2000.         | 2010.         |
| Белци             | 1.368 (97,9%) | 1.437 (97,8%) |
| Афроамериканци    | 1 (0,1%)      | 2 (0,1%)      |
| Азијати           | 2 (0,1%)      | 3 (0,2%)      |
| Хиспаноамериканци | 17 (1,2%)     | 20 (1,4%)     |
| Укупно            | 1.398         | 1.470         |